# نیکلاس اسپارکس
نیکلاس چارلز اسپارکس (انگلیسی: Nicholas Sparks؛ زاده ۳۱ دسامبر ۱۹۶۵) نویسنده اهل ایالات متحده آمریکا است. پدر او پاتریک مایکل اسپارکس، متخصص امور تجاری و مادرش جیل اما ماری اسپارکس متخصص دکوراسیون داخلی هستند. او فرزند دوم از سه فرزند خانواده است. او یک برادر بزرگتر از خود به نام مایکل ارل اسپارکس (۱۹۶۴) و یک خواهر کوچکتر به نام دنیل اسپارکس ۱۹۶۶–۲۰۰۰) است که در سن ۳۳ سالگی به دلیل سرطان مغز از دنیا رفت. اسپارکس اینگونه می‌نویسد که خواهرش انگیزش ایجاد شخصیت اصلی رمان گامی برای به یاد آوردن بوده‌است.
او و همسرش کاتولیک هستند و فرزندانشان را نیز کاتولیک بار آورده‌اند.
اسپارکس به خاطر نوشتن رمان دفترچه خاطرات به شهرت جهانی دست یافت.